# Netelia testacea
Netelia (Netelia) testacea – gatunek błonkówki z rodziny gąsienicznikowatych i podrodziny Tryphoninae.

## Taksonomia
Gatunek ten opisany został w 1829 roku przez Johann Ludwig Christian Gravenhorst jako Paniscus testacea.

## Opis
Głowa żółta z czarnym rejonem między przyoczkami. Czułki, potylica i odnóża rudożółte. Środkowy i boczne płaty śródtarczki jasnobrązowe. Odnóża tylne i metasoma ciemniejsze. Metasoma rudobrązowa z jasnobrązowymi pierwszym i drugim tergitem. Przednie skrzydło długości 8,8–14,9 mm. Samiec o hypopygium krótkim, nieco wypukłym na brzegu wierzchołkowym. Wierzchołkowa część grzbietowej krawędzi paramer nieobrzeżona. Poduszeczka (ang. pad) półokrągła.

## Rozprzestrzenienie
Zasiedla większą część Europy, w tym Polskę. Ponadto znany z Makaronezji, Afryki Północnej, Bliskiego Wschodu, Japonii, krainy orientalnej i krainy australijskiej.